# Community Shield 2014
Fue la edición N° 92 de la FA Community Shield, disputada por el Manchester City como ganador de la Premier League 2013/14 y el Arsenal, campeón de la FA Cup 2013-14 el 10 de agosto de 2014.
El ganador fue el Arsenal, que venció 3-0 al Manchester City con goles de Aaron Ramsey, Santi Cazorla y Olivier Giroud. Consiguiendo su título 13° de Community Shield.

## Equipos participantes
| Manchester City |  | Bandera de Inglaterra |  | Campeón de la Premier League (2013/14) |
| Arsenal         |  | Bandera de Inglaterra |  | Campeón de la FA Cup (2013-14)         |

## Partido
| 1          | POR        | Wojciech Szczęsny |     |
| 2          | DEF        | Mathieu Debuchy   |     |
| 21         | DEF        | Calum Chambers    |     |
| 6          | DEF        | Laurent Koscielny | 46' |
| 3          | DEF        | Kieran Gibbs      |     |
| 8          | MED        | Mikel Arteta      |     |
| 16         | MED        | Aaron Ramsey      | 86' |
| 10         | MED        | Jack Wilshere     | 68' |
| 17         | DEL        | Alexis Sánchez    | 46' |
| 19         | DEL        | Santi Cazorla     | 70' |
| 22         | DEL        | Yaya Sanogo       | 46' |
| Entrenador | Entrenador | Arsène Wenger     |     |

| 13         | POR        | Willy Caballero    |     |
| 22         | DEF        | Gaël Clichy        |     |
| 38         | DEF        | Dedryck Boyata     |     |
| 33         | DEF        | Matija Nastasić    |     |
| 11         | DEF        | Aleksandar Kolarov | 76' |
| 42         | MED        | Yaya Touré         | 60' |
| 6          | MED        | Fernando           | 71' |
| 15         | MED        | Jesús Navas        | 85' |
| 8          | MED        | Samir Nasri        | 46' |
| 35         | DEL        | Stevan Jovetić     |     |
| 10         | DEL        | Edin Džeko         | 60' |
| Entrenador | Entrenador | Manuel Pellegrini  |     |

| 18 | DEF | Nacho Monreal           | 46' |
| 12 | DEL | Olivier Giroud          | 46' |
| 15 | DEL | Alex Oxlade-Chamberlain | 46' |
| 20 | MED | Mathieu Flamini         | 68' |
| 7  | MED | Tomáš Rosický           | 70' |
| 28 | DEL | Joel Campbell           | 86' |

| 21 | MED | David Silva    | 46' |
| 36 | MED | Bruno Zuculini | 60' |
| 7  | MED | James Milner   | 60' |
| 2  | DEF | Micah Richards | 76' |
| 12 | MED | Scott Sinclair | 85' |

| Anotado | 21' | Santi Cazorla  | 1–0 |
| Anotado | 42' | Aaron Ramsey   | 2–0 |
| Anotado | 61' | Olivier Giroud | 3–0 |

| Amonestado | 51' | Fernando |

| Árbitro             | Michael Oliver |
| Árbitros asistentes | Stuart Burt    |
| Árbitros asistentes | Darren England |
| Cuarto árbitro      | Jonathan Moss  |

| 1          | POR        | Wojciech Szczęsny |     |
| 2          | DEF        | Mathieu Debuchy   |     |
| 21         | DEF        | Calum Chambers    |     |
| 6          | DEF        | Laurent Koscielny | 46' |
| 3          | DEF        | Kieran Gibbs      |     |
| 8          | MED        | Mikel Arteta      |     |
| 16         | MED        | Aaron Ramsey      | 86' |
| 10         | MED        | Jack Wilshere     | 68' |
| 17         | DEL        | Alexis Sánchez    | 46' |
| 19         | DEL        | Santi Cazorla     | 70' |
| 22         | DEL        | Yaya Sanogo       | 46' |
| Entrenador | Entrenador | Arsène Wenger     |     |

| 13         | POR        | Willy Caballero    |     |
| 22         | DEF        | Gaël Clichy        |     |
| 38         | DEF        | Dedryck Boyata     |     |
| 33         | DEF        | Matija Nastasić    |     |
| 11         | DEF        | Aleksandar Kolarov | 76' |
| 42         | MED        | Yaya Touré         | 60' |
| 6          | MED        | Fernando           | 71' |
| 15         | MED        | Jesús Navas        | 85' |
| 8          | MED        | Samir Nasri        | 46' |
| 35         | DEL        | Stevan Jovetić     |     |
| 10         | DEL        | Edin Džeko         | 60' |
| Entrenador | Entrenador | Manuel Pellegrini  |     |

| 18 | DEF | Nacho Monreal           | 46' |
| 12 | DEL | Olivier Giroud          | 46' |
| 15 | DEL | Alex Oxlade-Chamberlain | 46' |
| 20 | MED | Mathieu Flamini         | 68' |
| 7  | MED | Tomáš Rosický           | 70' |
| 28 | DEL | Joel Campbell           | 86' |

| 21 | MED | David Silva    | 46' |
| 36 | MED | Bruno Zuculini | 60' |
| 7  | MED | James Milner   | 60' |
| 2  | DEF | Micah Richards | 76' |
| 12 | MED | Scott Sinclair | 85' |

| Anotado | 21' | Santi Cazorla  | 1–0 |
| Anotado | 42' | Aaron Ramsey   | 2–0 |
| Anotado | 61' | Olivier Giroud | 3–0 |

| Amonestado | 51' | Fernando |

| Árbitro             | Michael Oliver |
| Árbitros asistentes | Stuart Burt    |
| Árbitros asistentes | Darren England |
| Cuarto árbitro      | Jonathan Moss  |

| Campeón Community Shield 2014 |
| ----------------------------- |
| Arsenal 13° título            |

| Predecesor: Community Shield 2013 | Community Shield 2014 | Sucesor: Community Shield 2015 |

- Datos: Q16862607
- Multimedia: 2014 FA Community Shield / Q16862607